# Houthulst
Houthulst é um município belga da província de Flandres Ocidental. O município é composto pelas vila de Houthulst propriamente dita e ainda pelas  vilas de Jonkershove, Klerken and Merkem. Em 1 de Janeiro de 2006, o município tinha uma população de 9 051 habitantes, uma superfície de 55,89 km² e uma densidade populacional de 162 habitantes por km².

## Mapa

Houthulst,vilas e cidades vizinhas. As áreas a amarelo são urbanas.

## Divisão administrativa
| #   | Nome              | Superfície (km²) | População |
| --- | ----------------- | ---------------- | --------- |
| I   | Houthulst         | 12,49            | 3 701     |
| II  | Klerken           | 7,44             | 1 825     |
| III | Merkem            | 26,42            | 2 270     |
| IV  | Jonkershove       | 9,56             | 1 254     |
| (V) | - Sint-Kristoffel | --               | --        |